# Шлезвиг-Гольштейнские ватты (национальный парк)
Национальный парк Шлезвиг-Гольштейнские ватты (нем. Nationalpark Schleswig-Holsteinisches Wattenmeer) — национальный парк в земле Шлезвиг-Гольштейн в районе Ваттового моря (часть акватории Средиземного моря).
Парк открыт 1 октября 1985 года согласно Положению о национальном парке, принятом ландтагом 22 июля 1985 года. В 1999 году парк был существенно расширен. Вместе с национальным парком Нижнесаксонские ватты и не находящейся под охраной частью устья Эльбы образует немецкую часть Ваттового моря.
Национальный парк протягивается от немецко-датской границы на севере до устья Эльбы на юге. Северная половина парка охватывает Северо-Фризские острова. В северо-фризской части он охватывает илистые отмели вокруг островов Гесткерн, Марш и Халлиген. Ширина илистой зоны здесь иногда достигает 40 километров. Южнее находятся илистые отмели, которые в основном состоят из более крупных песчаных отмелей. Помимо растений и животных, типичных для всего Ваттового моря, в Шлезвиг-Гольштейнской части парка обитает особенно большое количество морских свиней, пеганок и морской травы — взморника.
Занимая площадь 4410 км², Шлезвиг-Гольштейнские ватты являются крупнейшим национальным парком Германии. При этом 68 % его территории постоянно покрыто водой и 30 % периодически погружается под воду. Сухопутная часть состоит преимущественно из солончаков. С 1990 года парк признан ЮНЕСКО биосферным заповедником, а 26 июня 2009 включён в Список всемирного наследия ЮНЕСКО.

## География

### Территория национального парка
Национальный парк охватывает шлезвиг-гольштейнский участок побережья Северного моря от датской границы на севере до устья Эльбы на юге. В северной части (у острова Амрум) западная граница парка выходит в открытое море до 12 миль, в южной части — до 3 миль, по суше — в 150 метрах от побережья. 
Морские дамбы и прилегающая к дамбе территория не входят в парк, в значительной степени исключены из охраняемой территории пляжи для купания также, не входят также обитаемые морские районы, в том числе пять немецких Северо-Фризских островов и крупные архипелаги: Лангенес, Хоге, Грёде, Оланд и Нордштрандишмор. Необитаемые же острова Халлиген и песчаные отмели, такие как Тришен, Блауорт и Северо-Фризские песчаные острова в парк входят. Согласно физико-географическому районированию Германии, территория национального парка относится к региону «Шлезвиг-Гольштейнское ваттовое море, острова и маршевые острова» в группе Шлезвиг-Гольштейнских маршей и к региону Немецкая бухта.
Национальный парк делится на две части. На севере, между датской границей и полуостровом Эйдерштедт лежит северофризская часть, а от южного побережья Эйдерштедта до устья Эльбы — Дитмаршерская часть. Северофризское море ваттов относится вместе с датским морем ваттов с северному морю ваттов Северного моря. Оно отделяется от вод открытого моря Северо-Фризскими островами.

### Охранные зоны национального парка

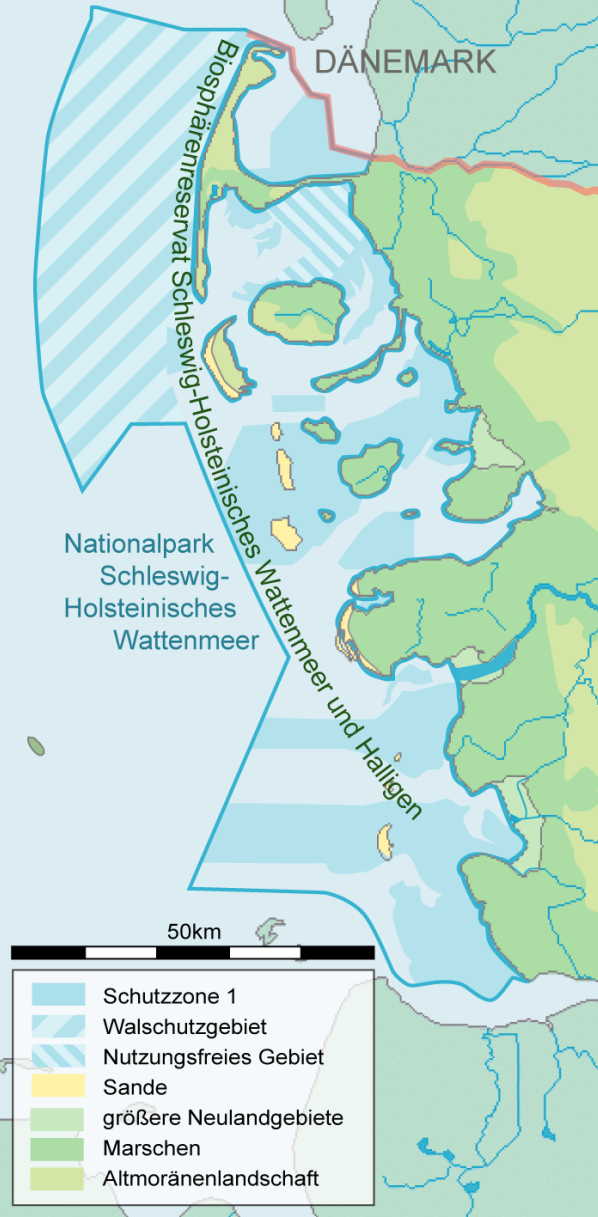
Охранные зоны национального парка Шлезвиг-Гольштейнские ватты

Национальный парк разделен на две зоны с различным режимом охраны. Зона 1 образует ядро охраняемой территории. 162000 га этой зоны занимают треть национального парка. Она состоит из двенадцати крупных участков, соответствующих засоленным лугам, илистым, смешанным и песчаным ваттам, мелководным и глубоководным участкам (сублитораль) а также руслам водотоков. К этой же зоне относится небольшие, но значимые для охраны природы участки, как тюленьи лежбища или гнездовые колонии морских птиц, места линьки перелётных птиц, а также отдельные геоморфологические структуры, близкие к естественным. Зона 1 принципиально закрыта для посещений. Исключения делаются только для туристов на территориях непосредственно граничащих с побережьем, на путях экскурсионных маршрутов и рыболовства. Южнее дамбы Гинденбурга на острове Зильт находится территория, полностью исключённая из хозяйственного использования (зона нулевого использования). Она занимает 12500 га, из которых 3500 постоянно покрыты водой.
Зона 2 образует так называемую буферную зону вокруг зоны 1. Здесь возможна постоянная хозяйственная деятельность. ВО второй охранной зоне находятся небольшие территории, на которых охраняются китообразные. Они лежат западнее Зильта и занимают площадь 124000 га. Здесь находятся важные участки размножения морской свиньи, поголовье которой сократилось в Северном море в XX веке на 90 %. Во 2 зоне разрешены такие виды использования территории, как купание, парусный спорт и традиционная добыча краба, которые должны вытеснить международное промышленное рыболовство и использование сетей, приводнение гидропланов, движение судов со скоростью больше 12 узлов, военное использование, добычу полезных ископаемых (песка, гравия, газа или нефти).

### Вода, суша и ватты
Свыше 2/3 территории парка постоянно находятся под водой (сублитораль), 30 % — относятся к ваттам, которые затопляются во время приливов (эулитораль). Оставшаяся часть парка редко подвергается затоплению.

## Флора и фауна

### Растения
В воде живут водоросли и взморник. Взморник является единственным подводным цветковым растением Ваттового моря. После того, как в 1930 году большая часть взморника в северной Атлантике пала жертвой эпидемии, во всем Ваттовом море он так и не восстановился. Почти все скопления взморника находятся в северном Шлезвиг-Гольштейне, где он произрастает на площади свыше 6000 га, а также в Нижней Саксонии (705 га) и Нидерландах (130 га). Они являются местом обитания многочисленных водных организмов и служат важным источником питания для пеганки. В северофризской части Ваттового моря взморник в последние годы, вопреки общемировой тенденции, увеличивает своё распространение. В период максимального развития, приходящийся на август, он покрывает здесь до 13 % площади.
На засоленных лугах, которые заливаются морской водой от 10 до 250 раз в год, в зависимости от степени засоления различают несколько зон. Всего на засоленных лугах и примыкающих к ним солоноватых лугах произрастает свыше 50 видов цветковых растений. Ниже всего и наиболее близко к морю расположена зона солероса, которая затопляется почти при каждом приливе. Затем идёт зона бескильницы (Puccinellia maritima), а на самых возвышенных участках, ближе всего к незатапливаемой суше — зона овсяницы.

### Животные

#### Млекопитающие
В национальном парке и прилегающих территориях отмечается высокая концентрация морской свиньи. На песчаных банках ваттового моря можно наблюдать обыкновенного тюленя и небольшое количество длинномордого тюленя. В 2002 году от чумки погибла половина тюленей. В 2004 году в ходе учёта тюленей, в национальном парке было насчитано 6044 особи. На основе этого общую численность тюленя оценили в 8000 особей, причём значительную часть составляли детёныши.
Во время учёта 2005 года было обнаружено около 2000 детёнышей, причём они составляли половину популяции в Ваттовом море. Популяция длинномордого тюленя, насчитывающая 160 особей, все ещё очень мала, по сравнению с Нидерландами, но каждый год она увеличивается на 4-5 %.

#### Насекомые
Насекомые в национальном парке встречаются почти только на засоленных лугах, которые служат местом обитания для высокоспециализированных сообществ. Почти половина из всех 2000 видов, которые известны на засоленных лугах национального парка, встречаются исключительно на естественных или близких к естественным засоленных лугах. Для защиты от солёной воды многие из них проводят личиночную стадию либо внутри растений, либо в грунте. В качестве питания они предпочитают части растений, из которых уже выведена солёная вода. Относительно известны примеры этого — Pseudaplemonus limonii и Mecinus collaris, которые обитают каждый на определённом виде растений. Bledius spectabilis, напротив, делает норки в грунте ваттов.
Кермек является источником пищи для пяденицы Scopula emutaria, которая в Германии отмечена только на островах Амрум и Зильт.

#### Птицы

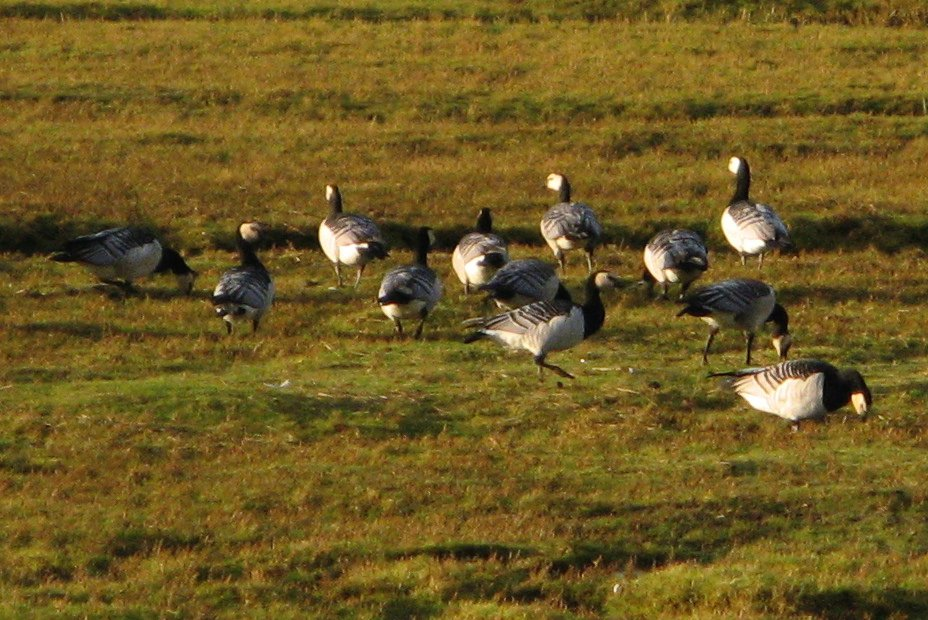
Белощёкая казарка
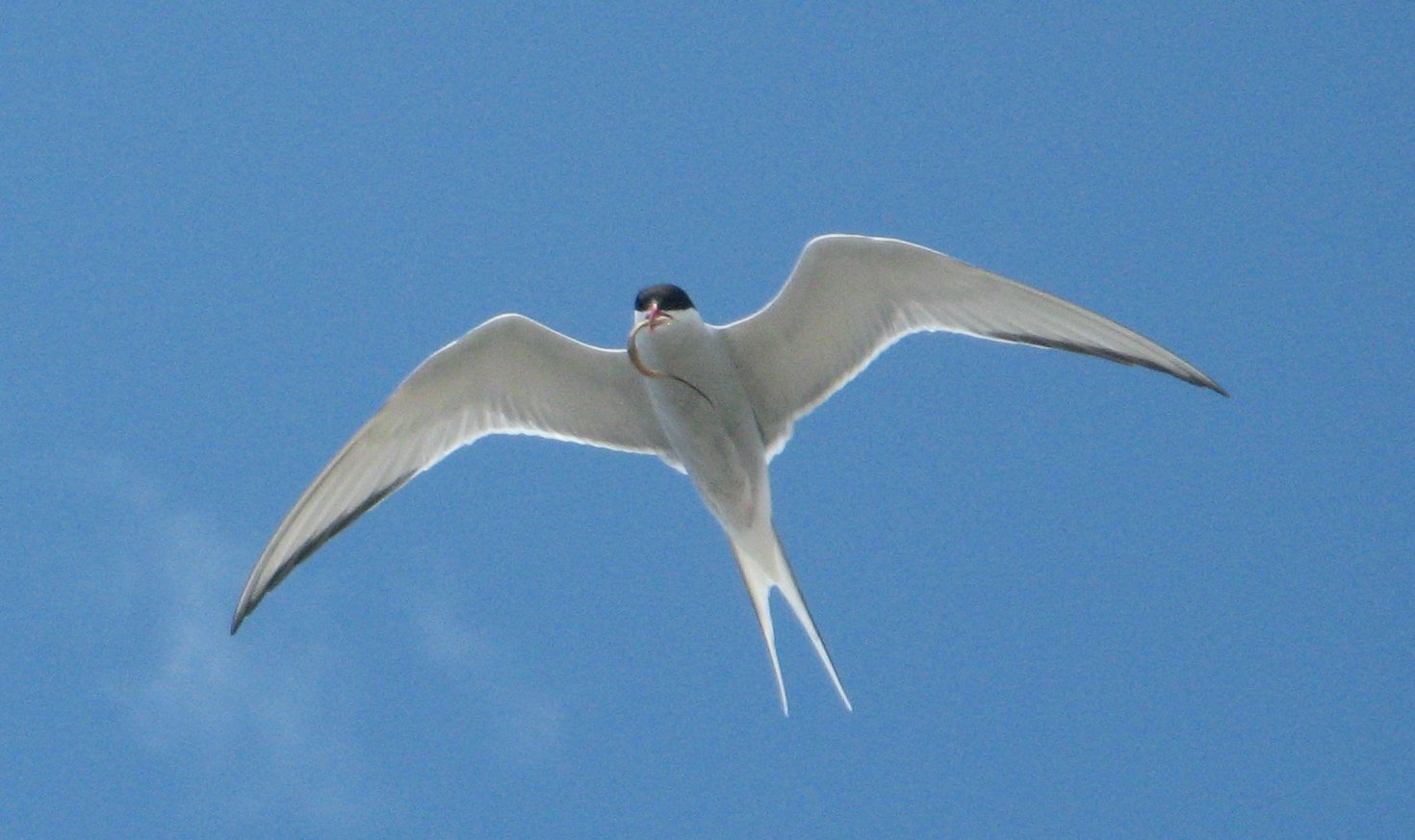
Полярная крачка
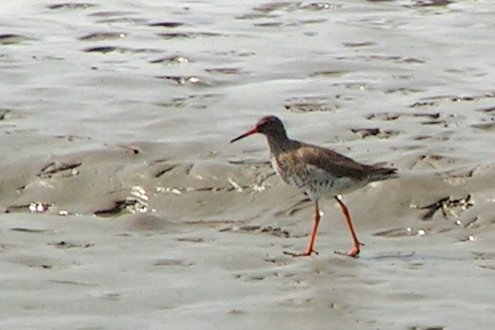
Травник
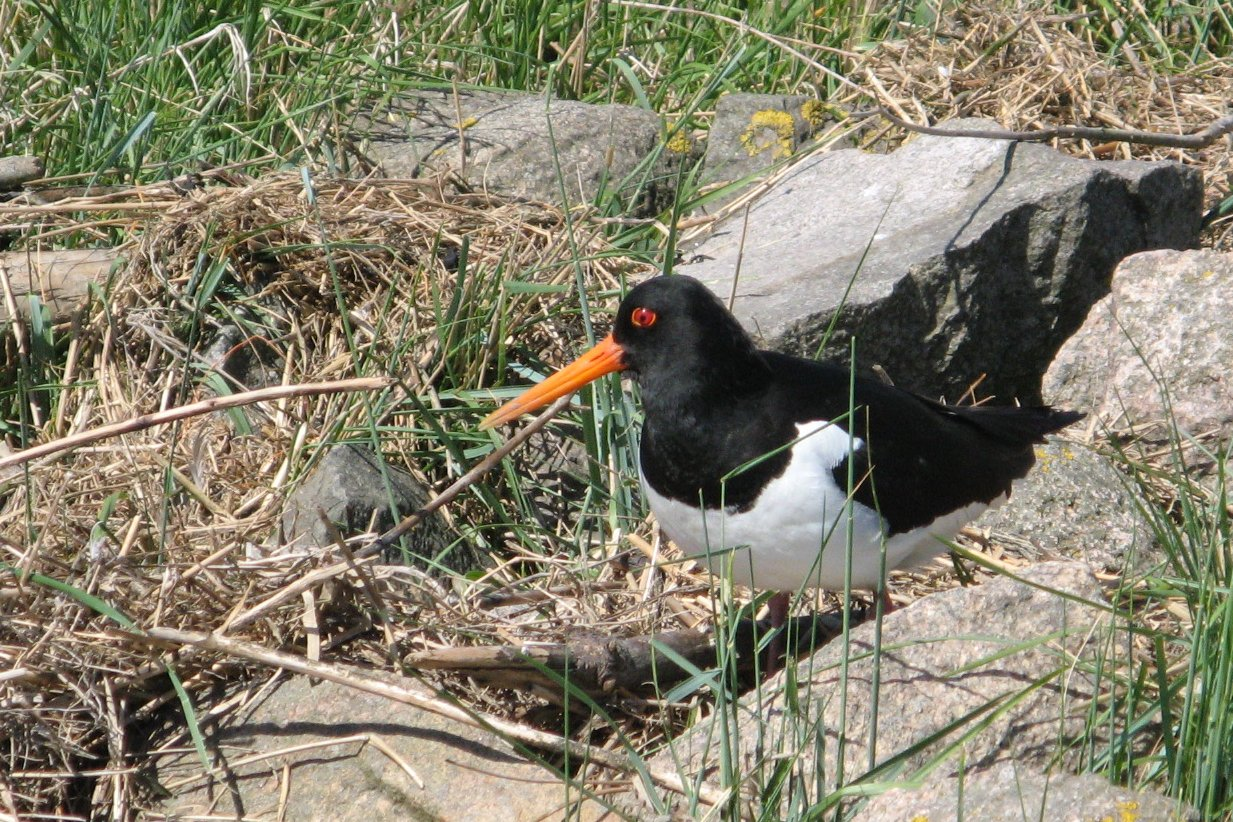
Кулик-сорока

Оринтофауна национального парка по сути схожа с орнитофауной территорий других ваттов. В Шлезвиг-Гольштейне весной и осенью присутствует 10 млн перелетных птиц, поэтому эта федеральная земля является самым богатым по населению птиц регионом Европы.

#### Рыбы, моллюски и ракообразные
К типичным моллюскам ваттового моря относят сердцевидку съедобную и мидии. Сердцевидка распространена практически повсеместно. Мидии же здесь встречаются реже, чем в более южном ваттовом море. Они страдают от распространению тихоокеанской устрицы, чему благоприятствуют потеплевшие зимы. Также присутствуют и другие инвазионные виды. Мия песчаная предположительно занесена викингами из Америки, Petricola pholadiformis появилась в конце 19 века, а Solen strictus — в 1976 году.

## Национальный парк

### История
Шлезвиг-гольштейнское море ваттов взято под охрану относительно давно. Отдельные природоохранные территории существовали здесь с 20-х годов, а первые планы охраны природы на всей территории моря ваттов появились в 60-е годы. Но национальный парк возник только в 1985 и расширен в 1999, после серьёзных политических баталий, доходивших до забрасывания яйцами соответствующего министра и демонстрации ловцов краба в Кильской бухте .

#### Первое Положение о национальном парке 1985 года
В 1985 году тогдашнее земельное правительство (в то время здесь правящей партией был ХДС) основало национальный парк Шлезвиг-Гольштейнские ватты. Он стал третьим по счету национальным парком в Германии, после Баварского леса и Бертесгадена.
В июле 1985 года ландтаг принял положение о национальном парке площадью 272000 га с тремя различными охранными зонами. Он начинался в Ваттовом море на расстоянии 150 метров от береговой линии и протягивался до глубины от 5 до 10 метров. 1 октября 1985 положение о парке вступило в силу.

### Другие меры охраны
C 1987 датское, немецкое и нидерландское правительства в Вильгельмсхафене инициировали создание объединённого секретариата Ваттового моря, призванного координировать мероприятия по охране природы. С 1990 года территория национального парка и пяти маршевых островов получила статус биосферного резервата (биосферный резерват Шлезвиг-Гольштейнские ватты). Движение по водным путям сообщения на этой территории регулируются федеральным законодательством. Текущее положение о водном сообщении в Ваттовом море принято в 1997 году. Оно предусматривает ограничение скорости движения и возможность временного закрытия судоходства для всей акватории.

## Использование человеком
Непосредственно на территории национального парка круглогодично живёт два человека на острове Зюдерог и ещё три человека летом (один на острове Тришен и два на острове Зюдфал). С национальным парком граничат 70 общин с население около 290 000 человек. Летом к ним добавляется примерно от двух до четырёх миллионов туристов.
Территория парка используется для туризма, рыболовства, добычи нефти, защиты берегов, выпаса скота, судоходства, воздушного сообщения, добычи гальки и песка, выращивания моллюсков и для военных целей. Большая часть этих видов использования осуществляется непосредственно на побережье, в то время как на акватории они в значительной мере ограничены, для обеспечения развития территории, свободного от влияния человека.
После обновления положения о национальном парке в 1999 году, ограничения использования территории действуют на основе добровольных соглашений администрации парка и хозяйствующих субъектов.

### Транспорт
На шлезвиг-гольштейнском побережье расположены мелкие и средние гавани (Фридрихског, Бюзум, Хузум, Нордштранд, Пельворн, Дагебюль, Вюк и Фёр, Амрум, Хёрнум и Лист), выход в море из которых возможен только через территорию национального парка. Судоходство осуществляется в основном по фарватеру паромных переправ, ведущих к островам.

### Военное использование
До сих пор неизвестно, сколько боеприпасов времен Второй мировой войны находится у берегов Шлезвиг-Гольштейна. Многие из этих боеприпасов были сброшены в море немецким флотом без документов после окончания войны. Хотя большая часть боеприпасов, по-видимому, была сброшена в нижнесаксонской части Ваттового моря, боеприпасы общей массой от 400 000 до 1 300 000 тонн могут быть найдены в Ваттовом море Шлезвиг-Гольштейна. Они известны в некоторых местах к западу от Зюльта и практически неизвестны в других. Туристы и рыбаки подвергаются большой опасности, когда вступают в контакт с остатками боеприпасов. Боеприпасы, вероятно, выделяют значительное количество загрязняющих веществ из-за коррозии; в случае неправильного обращения, например, рыбаками или туристами, не исключена крупная авария, также с серьезными последствиями для окружающей среды.